# St. Andreas (Brudzawy)

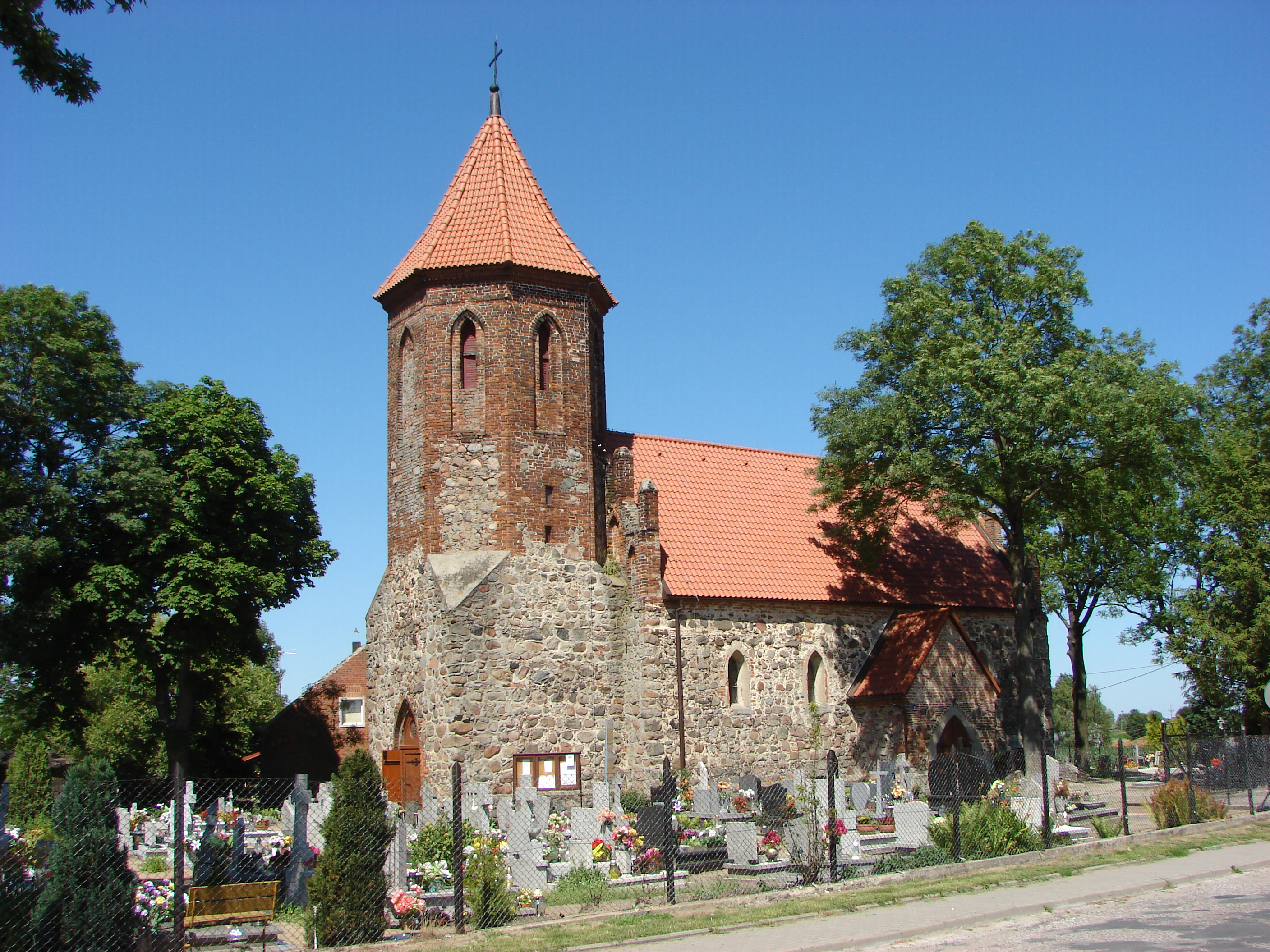
St. Andreas in Brudzawy

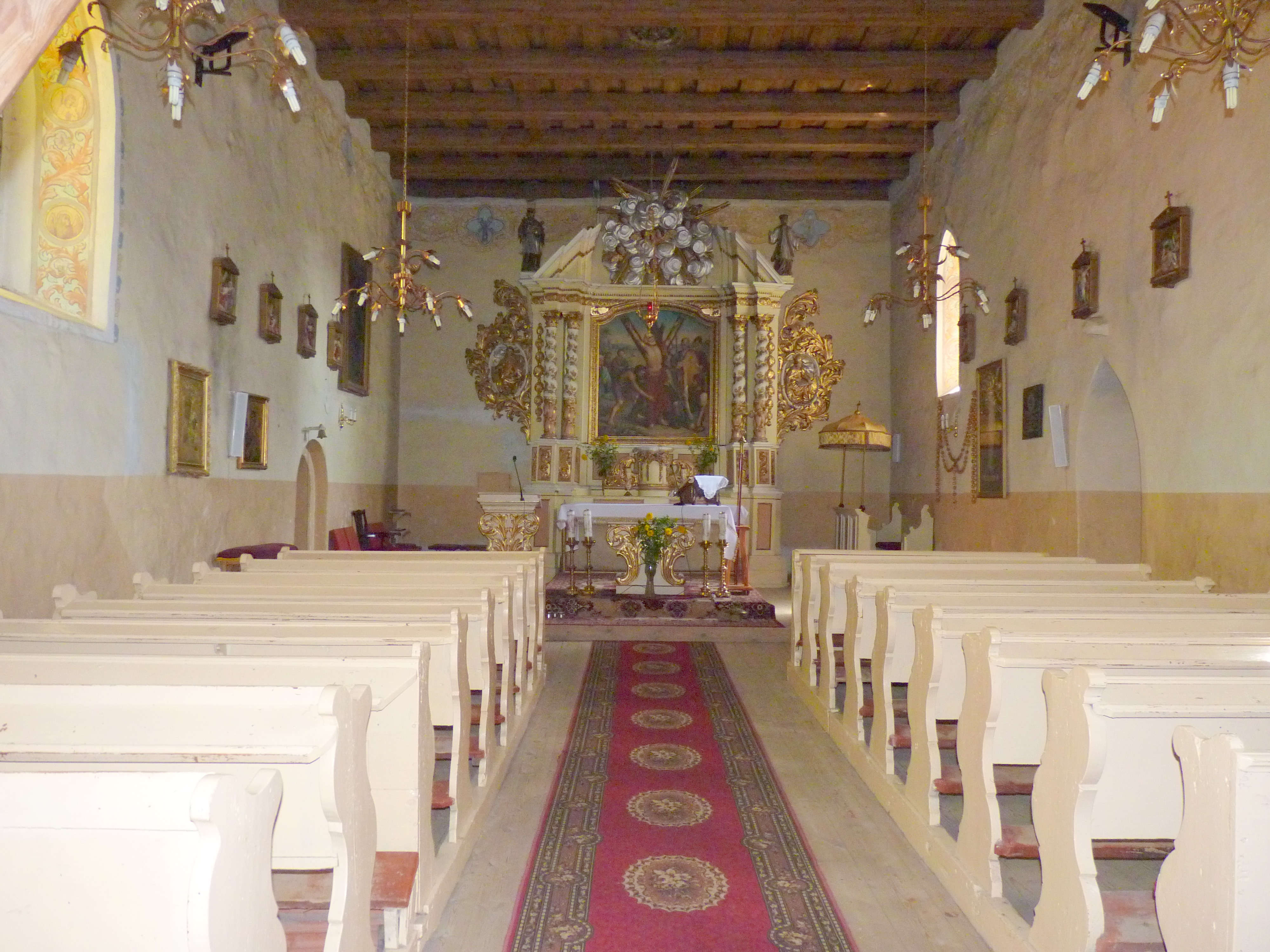
Innenansicht

St. Andreas ist die römisch-katholische Pfarrkirche in Brudzawy, einem ehemals dem Kreis Strasburg in Westpreußen angehörenden Ort in der Gmina Bobrowo im Powiat Brodnicki in der polnischen Woiwodschaft Kujawien-Pommern.

## Baugeschichte
Die Pfarrkirche St. Andreas stammt aus der zweiten Hälfte des 14. Jahrhunderts. Im Jahr 1414 verzeichnete das sogenannte Schadenbuch Verluste an der Kirche, darunter den Raub einer Altarplatte. Im 16. Jahrhundert wurde das Dach der Kirche erneuert, und der Ostgiebel erhielt eine flachere Neigung. Im 17. Jahrhundert wurde die Kirche nach Kriegsschäden umfassend restauriert, was eine Wetterfahne mit dieser Jahreszahl belegt. Dabei wurden die Mauerkronen, das Dach der Vorhalle sowie der obere Abschnitt des Ostgiebels erneuert.

## Bauwerk
Die Kirche ist ein Beispiel für einen schlichten gotischen Saalbau ohne Gewölbe. Die Außenmauern und der untere Bereich des Turms sind aus Feldstein gebaut, teilweise unter Verwendung von Ziegelbruch. Backstein wurde für die Gestaltung der Giebel, den oberen Turmabschluss sowie für die Fenster und Portale verwendet. Die südliche Wand der Vorhalle ist ebenfalls in Backstein ausgeführt, während die Fenster mit Rundbogenprofilen gestaltet sind. Der markante Westturm ist ein Charakteristikum der Kirchen der „Strasburger Gruppe“. Der untere Abschnitt des Turms mit quadratischem Grundriss erstreckt sich bis zur Traufhöhe des Kirchenschiffs. Darüber folgt ein achteckiger Abschnitt, der durch ein einfaches Putzband abgeschlossen wird. Dieser Turmtypus geht auf den Bergfried der Strasburger Deutschordensburg zurück. An der Westseite des Turms befindet sich ein Spitzbogenportal, das zum Kircheneingang führt. Der Ostgiebel ist ein fünfachsiger Dreiecksgiebel mit durchlaufenden Rundbogenblenden in den drei mittleren Feldern, getrennt durch Lisenen, die fialenartig enden. Die Vorhalle an der Südseite ist im unteren Teil aus Feldstein und im oberen Teil aus Backstein gebaut. Das Dach und das Südportal wurden bei der Restaurierung im 17. Jahrhundert erneuert. Die Sakristei an der Nordostseite ist ein niedriger Anbau mit einem kleinen spitzbogigen Fenster nach Osten. Der Zugang zum Chor erfolgt durch ein gestuftes Rundbogenportal.